# Katastralgemeinde Töscheldorf
Die Katastralgemeinde Töscheldorf ist eine der drei Katastralgemeinden der Stadtgemeinde Althofen im Bezirk Sankt Veit an der Glan in Kärnten
und gehört zum Sprengel des Vermessungsamtes Klagenfurt.

## Lage
Die Katastralgemeinde liegt mitten im Bezirk Sankt Veit an der Glan, im Nordwesten der Gemeinde Althofen und grenzt an die Katastralgemeinden
Lorenzenberg,
Micheldorf,
St. Georgen,
Rabing,
Treibach,
Althofen,
und Guttaringberg.

## Ortschaften
Auf dem Gebiet der Katastralgemeinde Töscheldorf liegen die Ortschaften
Aich,
Eberdorf,
Krumfelden,
Muraniberg,
Rabenstein,
und Töscheldorf.

## Geschichte
Auf Basis des Grundsteuerpatents von 1817 zur „Einführung eines neuen Grundsteuersystems“
wurden in Kärnten bis 1829 alle Grundstücke vermessen, geschätzt und in Katastralgemeinden gegliedert.
Die Katastralgemeinden wiederum wurden in sogenannte Steuerbezirke zusammengefasst.
Als auf Basis des provisorischen Gemeindegesetzes von 1849 die heutigen Gemeinden geschaffen wurden,
wurden diese auf dem Gebiet einer oder mehrerer Katastralgemeinden errichtet.
Das Gebiet der heutigen Katastralgemeinde Töscheldorf gehörte zunächst zur Katastralgemeinde Lorenzenberg in der Gemeinde Friesach,
wurde aber 1873 zur eigenständigen Katastralgemeinde und der Gemeinde Althofen angeschlossen.